# مری الن چیس
مری الن چیس (انگلیسی: Mary Ellen Chase) یک رمان‌نویس اهل ایالات متحده آمریکا است

## زندگی‌نامه
مری الن چیس در ۲۴ فوریه ۱۸۸۷ در بلو هیل، مین متولد شد. پدرش قاضی دادگستری و مادرش زنی تحصیلکرده بود. آن‌ها دارای هشت فرزند بودند که مری الن یکی از آن‌ها بود. تحصیلات ابتدایی و اولیهٔ خود را در بلوهیل خواند. سپس برای ادامهٔ تحصیل به دانشگاه مین رفت. اولین اثری ادبی خویش را در یک روزنامهٔ آمریکایی به چاپ رساند. تا سال ۱۹۱۸ در چندین مدرسهٔ شبانه‌روزی مختلف معلم تاریخ بود و در همین سال از دانشگاه مینه‌سوتا دکترای ادبیات و در سال ۱۹۲۲ دکترای دیگری در رشته فلسفه از همین دانشگاه گرفت. پس از آن در دانشگاه مینه‌سوتا به تدریس پرداخت و در سال ۱۹۲۶ به مقام دانشیاری رسید. در سال ۱۹۲۶ برای تدریس به کالج اسمیت رفت و مشغول تدریس زبانان گلیسی شد و تا سال ۱۹۵۵ که بازنشسته مشغول تدریس بود. مری الن چیس در ۲۸ ژوئیه ۱۹۷۳ در نورتهامپتون، ماساچوست در گذشت.

## جوایز
در سال ۱۹۳۱ جایزهٔ پکتوریال ریویو را دریافت نمود.

## کتابشناسی
آثار مری الن چیس بیش از ۳۰ کتاب تألیف نمود که برخی از آن‌ها عبارتنداز:
- «میراث نیک» (۱۹۳۲)
- «سیلاس کروکت» (۱۹۳۵)
- «کشیش مین» (۱۹۴۸)
- «این انگلستان» (۱۹۳۶)
- «درخت گوجه» (۱۹۴۹)
- «دروازهٔ سفید» (۱۹۵۴)
- «در کرانه شب» (۱۹۵۷)